# Flakleitstand Burhaver Straße 41
Der ehemalige Flakleitstand Burhaver Straße 41 im niedersächsischen Nordenham-Grebswarden im Landkreis Wesermarsch stammt aus dem 20. Jahrhundert.

Aktuell (2024) wird er als Militärhistorisches Museum genutzt.
Die Gebäude stehen unter Denkmalschutz (siehe auch Liste der Baudenkmale in Nordenham).

## Beschreibung
Grebswarden gehörte mit Blexen, Einswarden, Volkers, Tettens und Phiesewarden zu den sechs frühgeschichtlichen (um 100 v. Chr.) Dorfwurten im nordwestlichen Bereich der Außenweser auf dem östlichen Festlandsknie von Butjadingen.
Die Anlage von 1942/43 an einem Stichweg besteht aus
- dem siebengeschossigen verklinkerten rechteckigen Turm mit einer   Turmplattform 26 Meter über N.N als Flakleitstand im Zweiten Weltkrieg,[2]
- dem zweigeschossigen verklinkerten danebenstehenden ehem. Wohngebäude, mit Krüppelwalmdach sowie den modernen rechteckigen Fenstern im OG und den Fenstern mit Glasbausteinen im EG,[3]
- und dem eingeschossigen kleinen verklinkerten Stall mit Satteldach und störendem horizontalen Regenwasserrohr im Giebel.[4]

1943 zog die schwere Marine-Flak-Abteilung 264 ein. Sie gehörte zur III. Marineartillerieabteilung in Wesermünde. Zur Anlage gehörte früher auch mehrere Holzbaracken und Garagen sowie mehrere Flakstellungen, bestehend aus je vier Flakgeschützen, Kaliber 10,5 cm oder 12,8 cm.
Das Landesdenkmalamt befand zur Bedeutung: „geschichtlich, wissenschaftlich, städtebaulich“.
Im Museum werden auf einer Fläche von ca. 500 m² in 13 Räumen mit Originalexponaten und einer Dokumentation die Entwicklung der Flak und des Bombenkrieges dargestellt. Eine militärhistorische Ausstellung mit Uniformen, Handwaffen, Ausrüstung, Exponaten und Dokumenten aus Zeit von 1800 bis 1980 ergänzt das Museum.